# Jeanette Myburgh
Jeanette Myburgh (16 settembre 1940) è un'ex nuotatrice sudafricana.

## Carriera
Assieme alle compagne Natalie Myburgh, Susan Roberts e Moira Abernethy vinse la medaglia di bronzo nella 4x100m stile libero alle Olimpiadi di Melbourne.

## Palmarès
- Giochi olimpici:

Melbourne 1956: bronzo nella 4x100m stile libero.